# Zecchino d'Oro 2021
Il sessantaquattresimo Zecchino d'Oro si è svolto a Bologna dal 3 al 5 dicembre 2021.
Anche quest'anno Carlo Conti ha detenuto la direzione artistica, mentre Peppe Vessicchio ha lasciato la direzione musicale a Lucio Fabbri.
Per le prime due giornate la sigla era un medley di (Lo Zecchino siamo noi, Quarantaquattro gatti e L'anisello Nunù), mentre per la finale la sigla è stata Amazzonia, cantata da Orietta Berti accompagnata dal Piccolo Coro dell'Antoniano.
L'edizione è stata condotta nell'orario pomeridiano da Francesca Fialdini e Paolo Conticini, al ritorno dopo diversi anni, mentre Carlo Conti ha condotto la puntata finale.
Per la prima volta compare come personaggio il pupazzo Nunù, l'anisello dell'omonima canzone della 60ª edizione, affiancando i personaggi dei Buffycats della serie tv per ragazzi 44 gatti.
Anche in questa edizione la giuria, ogni componente del Coro e ogni solista sono distanziati dagli altri per rispettare le norme del contagio da coronavirus.
In questa edizione, fra gli autori ci sono Giovanni Caccamo, Luca Mascini, Marco Masini e Claudio Baglioni.

## Brani in gara
- Ali di carta (Testo: Stefano Rigamonti/Musica: Stefano Rigamonti) – Sara Ghinassi (10 anni)
- Auto rosa (Testo: Dario Lombardi, Duccio Caponi/Musica: Dario Lombardi, Marco Vittiglio) – Michele Bruzzese (9 anni)
- Bartolo il barattolo (Testo: Carmine Spera, Flavio Careddu/Musica: Giuseppe De Rosa) – Walter Zecca (6 anni)
- Ci sarà un po' di voi (Testo: Maria Francesca Polli/Musica: Claudio Baglioni) – Veronica Marchesi (9 anni) (2º posto)
- Clap clap (Testo: Mario Gardini/Musica: Marco Iardella) – Giulia Barbagallo (8 anni)
- Il ballo del ciuaua (Testo: Giovanni Caccamo, Antos Zarrillo Maietta/Musica: Giovanni Caccamo, Antos Zarrillo Maietta) – Elisa Dragomir (9 anni), Camilla Musacci (7 anni) e Francesco Paolo Scelzo (10 anni)
- Il reggaetonno (Testo: Andrea Casamento, Gianfranco Grottoli, Andrea Vaschetti/Musica: Andrea Casamento, Gianfranco Grottoli, Andrea Vaschetti) – Irene De Arcangelis (8 anni) e Giuseppe Piras (7 anni)
- Il riccio capriccio (Testo: Antonio Buldini, Franco Fasano/Musica: Antonio Buldini, Franco Fasano) – Giuseppe Karol Di Capizzi (4 anni)
- La filastrocca delle vocali (Testo: Vincenzo Incenzo/Musica: Flavio Premoli) – Simona Forte (7 anni)
- NG New Generation (Testo: Luca Mascini/Musica: Valerio Baggio, Walter Buonanno) – Stefano Nardin (9 anni)
- Potevo nascere gattino (Testo: Lodovico Saccol/Musica: Lodovico Saccol) – Vittoria Spedaliere (6 anni)  (3º posto)
- Ri-cer-ca-to (Testo: Alberto Pellai/Musica: Paolo D'Errico) – Davide Ganga (6 anni)
- Superbabbo (Testo: Marco Masini, Emiliano Cecere, Veronica Rauccio/Musica: Marco Masini, Emiliano Cecere, Veronica Rauccio) – Zoe Adamelli (9 anni)   (1º posto)
- Una pancia (Testo: Valentina Farinaccio/Musica: Antonio Iammarino) - Leonardo Zambelli (6 anni)

## Programma

### Venerdì 3 dicembre
- Ascolto delle prime 7 canzoni in gara e votazioni da parte di una giuria composta da 12 bambini in studio.
- I conduttori si esibiscono in alcune sfide.
- Il Grande Mago si esibisce in alcuni giochi di magia.

| Ordine d'uscita | Canzone                     | Interprete                | Votazione della giuria | Posizione |
| --------------- | --------------------------- | ------------------------- | ---------------------- | --------- |
| 1               | Il riccio capriccio         | Giuseppe Karol Di Capizzi | 109                    | 4         |
| 2               | La filastrocca delle vocali | Simona Forte              | 104                    | 7         |
| 3               | Bartolo il barattolo        | Walter Zecca              | 114                    | 2         |
| 4               | Clap clap                   | Giulia Barbagallo         | 106                    | 5         |
| 5               | NG New Generation           | Stefano Nardin            | 106                    | 5         |
| 6               | Potevo nascere gattino      | Vittoria Spedaliere       | 119                    | 1         |
| 7               | Ci sarà un po' di voi       | Veronica Marchesi         | 114                    | 2         |

### Sabato 4 dicembre
- Ascolto delle rimanenti 7 canzoni in gara e votazioni da parte di una giuria composta da 12 bambini in studio.
- I conduttori si esibiscono in alcune sfide.
- Il Grande Mago si esibisce in alcuni giochi di magia.
- Si esibisce Elisabetta Lizza, rappresentante italiana al Junior Eurovision Song Contest 2021, con la canzone Specchio (Mirror on the wall).

| Ordine d'uscita | Canzone             | Interprete                                              | Votazione della giuria | Posizione |
| --------------- | ------------------- | ------------------------------------------------------- | ---------------------- | --------- |
| 1               | Ali di carta        | Sara Ghinassi                                           | 118                    | 2         |
| 2               | Auto rosa           | Michele Bruzzese                                        | 109                    | 6         |
| 3               | Il ballo del ciuaua | Elisa Dragomir, Camilla Musacci, Francesco Paolo Scelzo | 104                    | 7         |
| 4               | Una pancia          | Leonardo Zambelli                                       | 114                    | 4         |
| 5               | Ri-cer-ca-to        | Davide Ganga                                            | 114                    | 4         |
| 6               | Il reggaetonno      | Irene De Arcangelis, Giuseppe Piras                     | 117                    | 3         |
| 7               | Superbabbo          | Zoe Adamelli                                            | 119                    | 1         |

### Domenica 5 dicembre
- Ascolto delle 14 canzoni in gara e votazioni da parte di una giuria composta da bambini in studio e da 5 giudici d'eccezione: Orietta Berti, Cristina D'Avena, Elettra Lamborghini, Francesca Fialdini e Paolo Conticini; la giuria dei grandi vota in segreto. Vengono proclamate le prime tre classificate, mentre tutte le altre sono considerate quarte classificate a pari merito.
- Orietta Berti si esibisce con il Piccolo Coro dell'Antoniano in Amazzonia.
- Si esibiscono i personaggi di Pinocchio & Friends, nuova serie tv per ragazzi.
- Cristina D'Avena si esibisce in un medley di alcuni suoi grandi successi: Doraemon, I Puffi sanno, Occhi di gatto.
- I Gemelli di Guidonia si esibiscono in alcuni mash-up di canzoni natalizie e successi dello Zecchino: Jingle Bell rock e Il valzer del moscerino, Tu scendi dalle stelle e Il katalicammello, Astro del ciel e Il caffè della Peppina, Last Christmas e Le tagliatelle di nonna Pina; inoltre combinano insieme Il coccodrillo come fa?, Rolls Royce e Mille.

| Ordine d'uscita | Canzone                     | Interprete                                              | Giuria dei bambini | Voto del Piccolo Coro | Voto della Galassia dell'Antoniano | Punteggio di puntata | Punteggio totale parziale | Posizione  |
| --------------- | --------------------------- | ------------------------------------------------------- | ------------------ | --------------------- | ---------------------------------- | -------------------- | ------------------------- | ---------- |
| 1               | Ri-cer-ca-to                | Davide Ganga                                            | 108                | 9                     | 8                                  | 125                  | 239                       | 4 ex aequo |
| 2               | Ali di carta                | Sara Ghinassi                                           | 112                | 9                     | 9                                  | 130                  | 248                       | 4 ex aequo |
| 3               | Il reggaetonno              | Irene De Arcangelis, Giuseppe Piras                     | 104                | 9                     | 9                                  | 122                  | 239                       | 4 ex aequo |
| 4               | Auto rosa                   | Michele Bruzzese                                        | 110                | 10                    | 7                                  | 127                  | 236                       | 4 ex aequo |
| 5               | Una pancia                  | Leonardo Zambelli                                       | 107                | 7                     | 6                                  | 120                  | 234                       | 4 ex aequo |
| 6               | Il ballo del ciuaua         | Elisa Dragomir, Camilla Musacci, Francesco Paolo Scelzo | 107                | 8                     | 8                                  | 123                  | 227                       | 4 ex aequo |
| 7               | Potevo nascere gattino      | Vittoria Spedaliere                                     | 112                | 9                     | 10                                 | 131                  | 250                       | 3          |
| 8               | La filastrocca delle vocali | Simona Forte                                            | 105                | 7                     | 6                                  | 118                  | 222                       | 4 ex aequo |
| 9               | Clap clap                   | Giulia Barbagallo                                       | 106                | 8                     | 7                                  | 121                  | 227                       | 4 ex aequo |
| 10              | Superbabbo                  | Zoe Adamelli                                            | 117                | 8                     | 9                                  | 134                  | 253                       | 1          |
| 11              | Bartolo il barattolo        | Walter Zecca                                            | 104                | 7                     | 6                                  | 117                  | 231                       | 4 ex aequo |
| 12              | Ci sarà un po' di voi       | Veronica Marchesi                                       | 119                | 9                     | 9                                  | 137                  | 251                       | 2          |
| 13              | Il riccio capriccio         | Giuseppe Karol Di Capizzi                               | 109                | 8                     | 9                                  | 126                  | 235                       | 4 ex aequo |
| 14              | NG New Generation           | Stefano Nardin                                          | 110                | 10                    | 7                                  | 127                  | 233                       | 4 ex aequo |

## Ascolti
| Puntata | Messa in onda   | Telespettatori | Share  |
| ------- | --------------- | -------------- | ------ |
| 1       | 3 dicembre 2021 | 1.909.000      | 14,37% |
| 2       | 4 dicembre 2021 | 1.757.000      | 12,46% |
| Finale  | 5 dicembre 2021 | 3.052.000      | 16,61% |
| Media   | Media           | 2.239.333      | 14,48% |